# ليديا جوردن
ليديا جوردن (بالإنجليزية: Lydia Jordan)‏ هي ممثلة أمريكية، ولدت في 12 يونيو 1994 بنيويورك في الولايات المتحدة.

## أعمال

### أفلام
- (2008) شك

## وصلات خارجية
- ليديا جوردن على موقع IMDb (الإنجليزية)
- ليديا جوردن على موقع أول موفي (الإنجليزية)
- ليديا جوردن على موقع قاعدة بيانات الفيلم (الإنجليزية)